# Pierre Mougeotte des Vignes
Pour les articles homonymes, voir Mougeotte.
Pierre Mougeotte des Vignes est un homme politique français né le 7 janvier 1755 à Vignes-la-Côte (Champagne) et décédé le 22 novembre 1816 à Humberville (Haute-Marne).

## Biographie
Procureur du roi du présidial de Chaumont en 1778, syndic de l'assemblée de l'élection de Chaumont en 1787, il est député du bailliage de Chaumont-en-Bassigny aux états-généraux de 1789. Il est juge au tribunal de district de Chaumont en 1790, et président de ce tribunal en 1792, puis juge au tribunal civil du département de la Haute-Marne en l'an IV. Après le coup d'État du 18 Brumaire, il est juge de paix à Chaumont. Procureur impérial au tribunal de première instance Chaumont en 1805, il est conseiller municipal en 1806 et conseiller général en 1807 et député de la Haute-Marne en 1815, pendant les Cent-Jours.

## Sources
- Ressource relative à la vie publique :   - Base Sycomore
- « Pierre Mougeotte des Vignes », dans Adolphe Robert et Gaston Cougny, Dictionnaire des parlementaires français, Edgar Bourloton, 1889-1891 [détail de l’édition]